# 瓦什塔 (艾奥瓦州)
沃什塔（英語：Washta）是一個位於美國愛荷華州切羅基縣的城市。

## 地理
沃什塔的座標為42°34′33″N 95°43′05″W / 42.57583°N 95.71806°W，而該地的平均海拔高度為350米（即1148英尺）。

## 人口
根據2010年美國人口普查的數據，沃什塔的面積為2.69平方千米，當中陸地面積為2.69平方千米，而水域面積為0.00平方千米。當地共有人口248人，而人口密度為每平方千米92人。